# Seydlitz-Denkmal (Berlin)

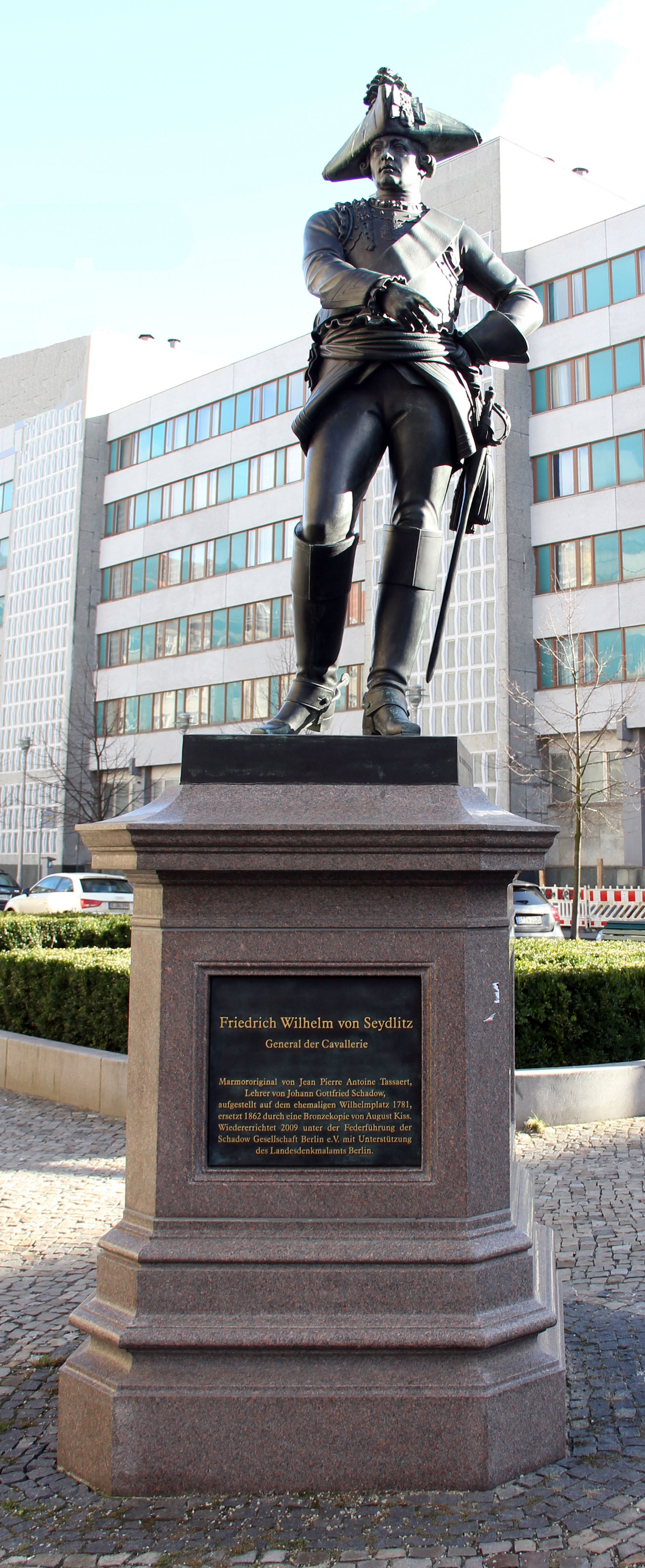
Seydlitz-Denkmal auf dem Zietenplatz

Das Seydlitz-Denkmal auf dem Zietenplatz im Berliner Ortsteil Mitte erinnert an den preußischen General Friedrich Wilhelm von Seydlitz (1721–1773). Es gehört zu einem Ensemble von Denkmälern, die Friedrich der Große für die Generäle der Schlesischen Kriege ab 1769 auf dem Wilhelmplatz errichten ließ, und zu den Meisterwerken der Berliner Bildhauerschule.

## Geschichte und Beschreibung
Friedrich der Große ließ ab 1769 ein Ensemble von schließlich insgesamt sechs Denkmälern für die Generäle der Schlesischen Kriege auf dem Wilhelmplatz errichten, wozu auch ein Standbild für Friedrich Wilhelm von Seydlitz an der Nordostecke gehörte. Das Marmororiginal wurde 1781 von Jean Pierre Antoine Tassaert im Stil des Klassizismus geschaffen. Es zeigt General von Seydlitz in friderizianischer Uniform stehend, die linke Hand in die Hüfte gestützt und die rechte Hand zur Seite weisend. Die Skulptur steht seit 1904 in der Kleinen Kuppelhalle des heutigen Bode-Museums.
Die Bronzekopie wurde 1862 von August Kiß hergestellt, als die Stadtverwaltung die Marmorfassungen durch Bronzefassungen ersetzen ließ. Nachdem die Plastik bei der Umgestaltung des Wilhelmplatzes 1936 an die Ostseite versetzt, im Zweiten Weltkrieg eingelagert und zur 750-Jahr-Feier der Stadt 1987 im heutigen Lustgarten ausgestellt worden war, steht sie auf Initiative der Schadow-Gesellschaft seit 2009 auf dem Zietenplatz. Beide Fassungen des Seydlitz-Denkmals zählen zu den Meisterwerken der Berliner Bildhauerschule.

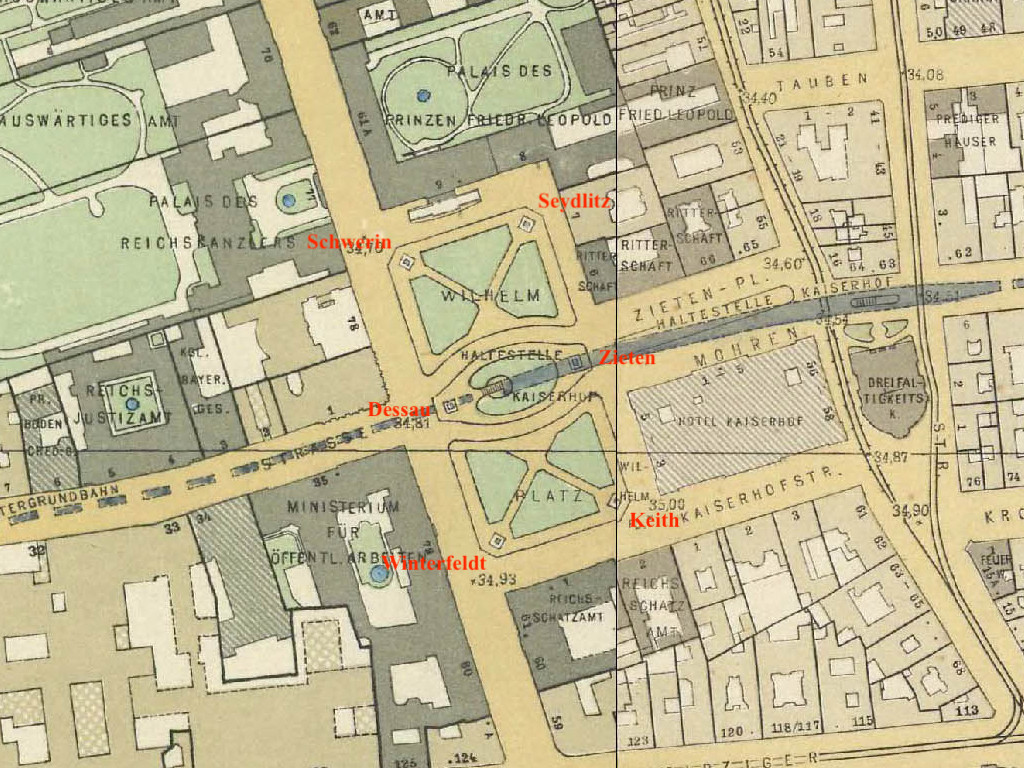
Ursprünglicher Standort, 1910
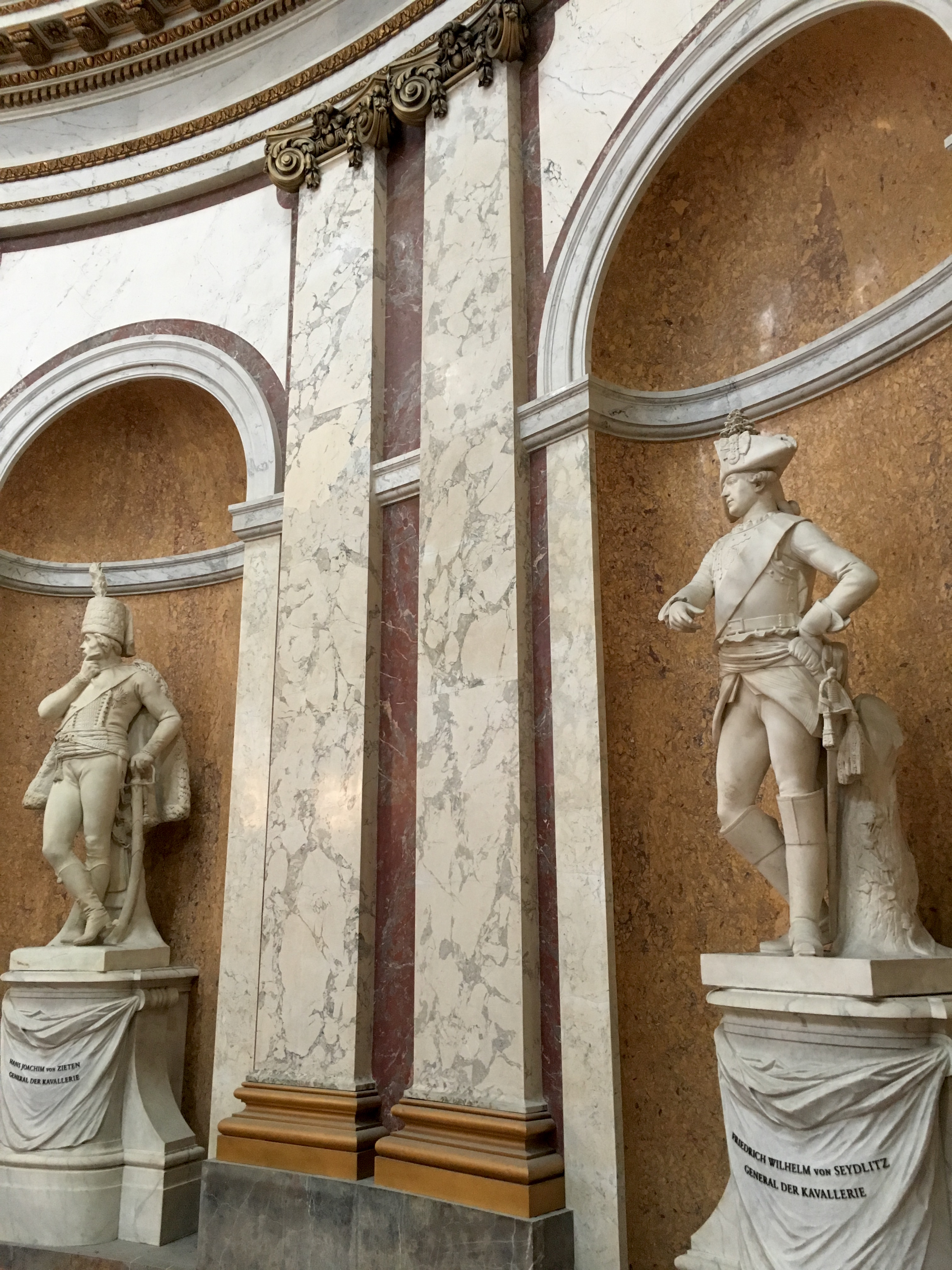
Marmororiginal (rechts) im Bode-Museum
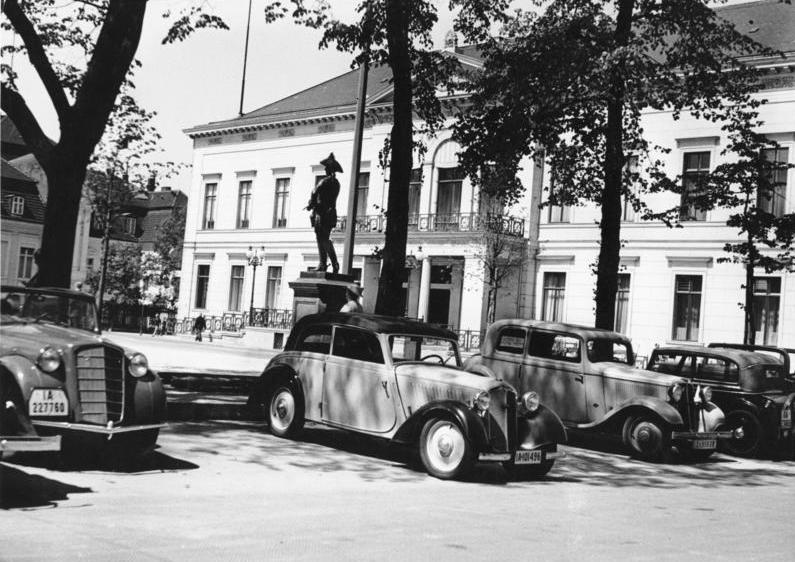
Bronzekopie auf dem Wilhelmplatz, nach 1936